# 祥州 (辽朝)
祥州，辽朝时设置州。
辽兴宗以铁骊户置，设祥州瑞圣军节度使于怀德县（今吉林省农安县东北55里万金塔乡）。根据《续资治通鉴长编》，宋仁宗皇祐五年（辽兴宗重熙二十二年，1053年），有瑞圣军节度使耶律述。金朝废祥州，属于隆州。